# Monocentrus simplex
Monocentrus simplex är en insektsart som beskrevs av Capener 1972. Monocentrus simplex ingår i släktet Monocentrus och familjen hornstritar. Inga underarter finns listade i Catalogue of Life.